# Budabrug (Kortrijk)
De Budabrug is een brug in centrum van de Belgische stad Kortrijk. De brug overspant de rivier de Leie en verbindt de Budastraat met de Overleiestraat. De Budabrug verzorgt al sinds eeuwen de vaste verbinding tussen de wijken Buda en Overleie.

## Toekomst
Op de plaats van deze brug hebben reeds diverse andere bruggen gestaan. De huidige brug is ontworpen door het Nederlandse architectenbureau ZJA Zwarts & Jansma Architecten en maakt deel uit van het infrastructurele project ‘Leiewerken’. Een grootschalig project waarbij de rivier de Leie wordt verbreed en verdiept. Deze nieuwe Budabrug heeft in gesloten toestand een vrije doorvaarthoogte van 4,87 meter, waardoor grote geladen schepen onder de brug zullen kunnen doorvaren zonder dat deze geopend moet worden. In geopende toestand is er een vrije doorvaarthoogte van 7 meter wat containervaart met drie lagen containers toelaat.

## Fotogalerij

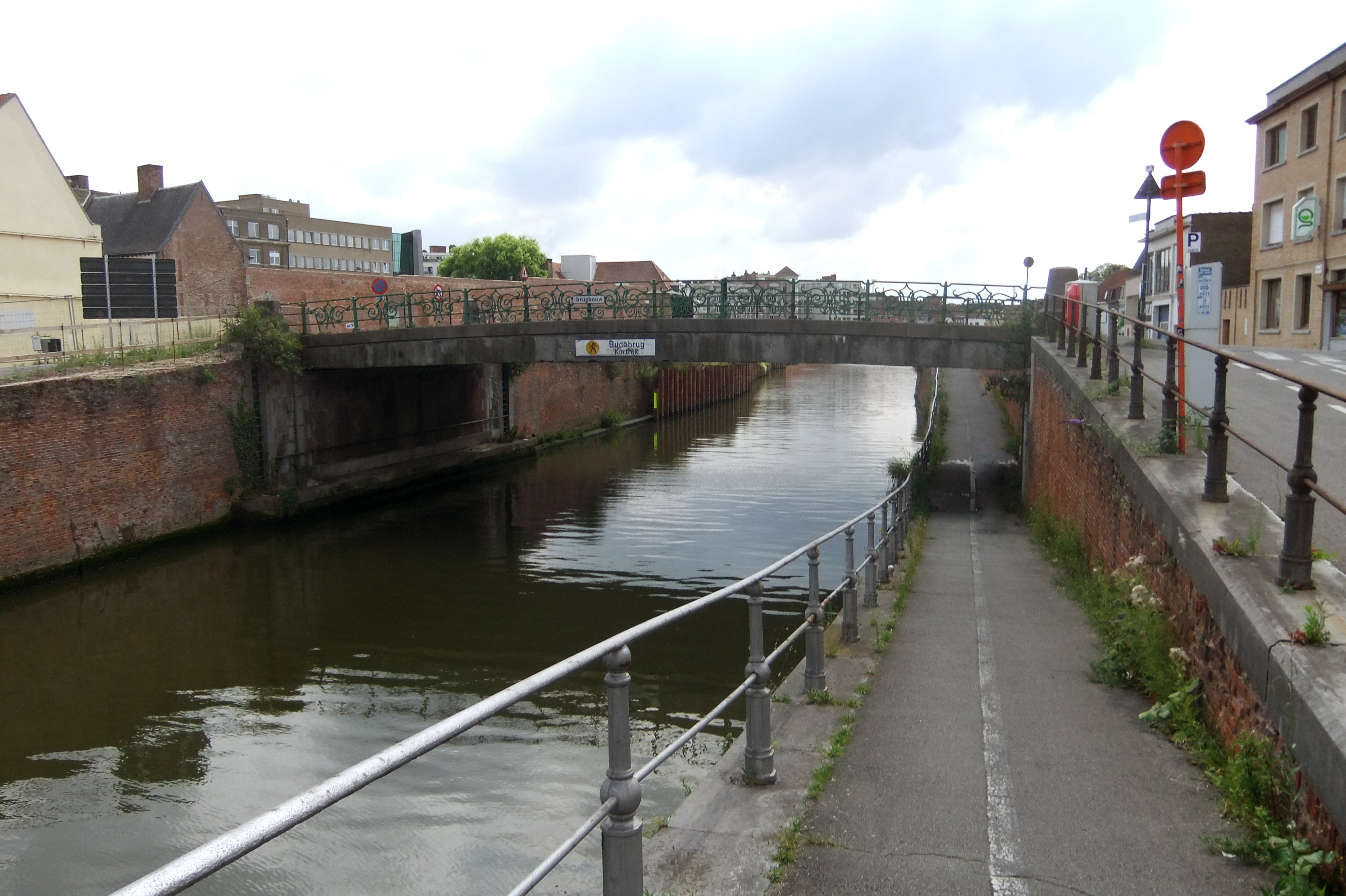
De oude Budabrug
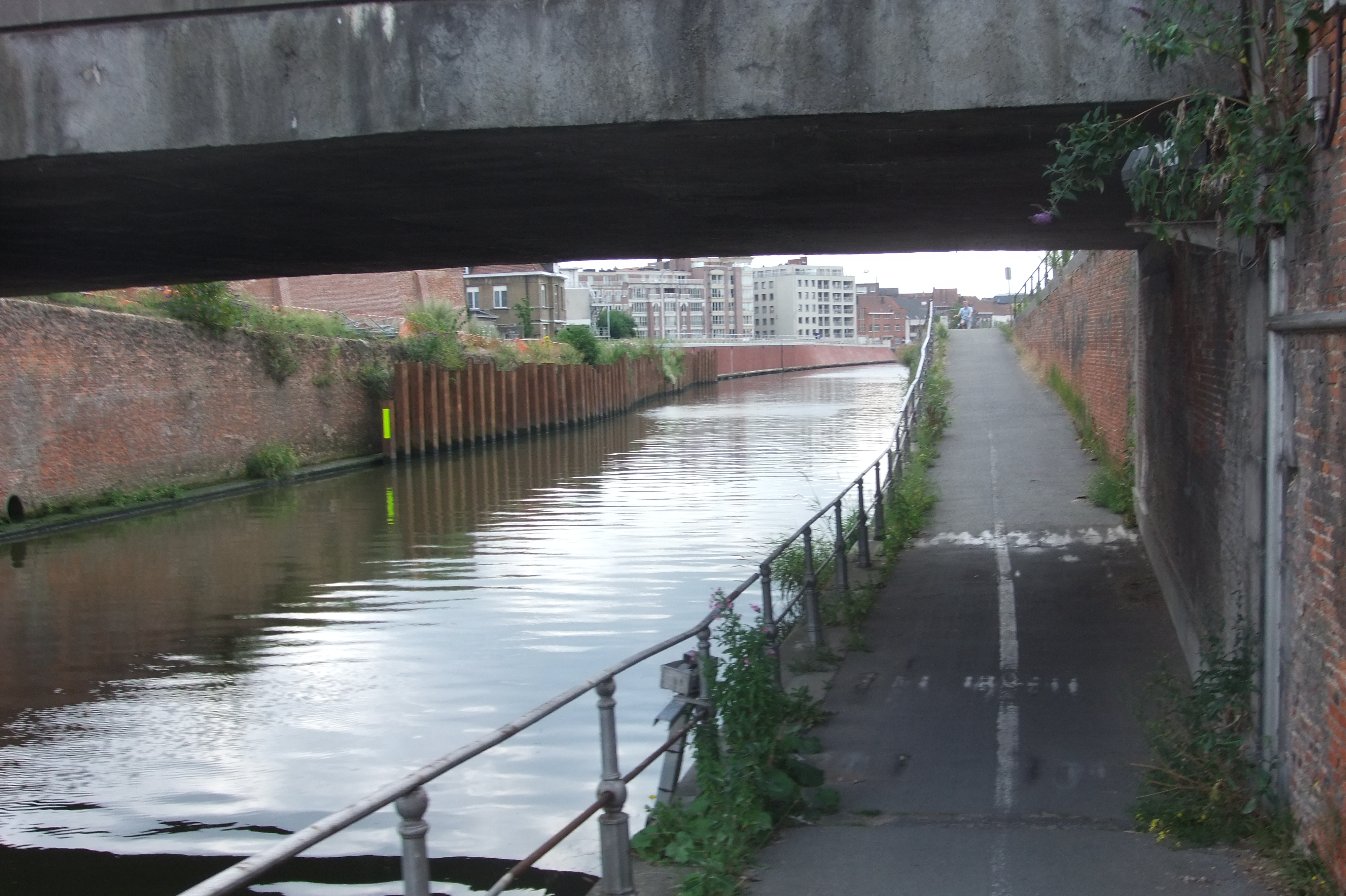
de fietsersdoorgang onder de voormalige Budabrug

Broelbrug · Budabrug · Brug over Sluis 11 · Collegebrug · Dambrug · De Drie Duikers · Gentbrug · Gerechtshofbrug · Groeningebrug · Kalkovenbrug · Kasteelbrug · Leiebrug · Luipaardbrug · Noordbrug · Overzetwegbrug · Reepbrug · Ronde van Vlaanderenbrug · Spoorwegbrug Kanaal · Viaduct R8 (Harelbeke) · Viaduct R8 (Marke) · Viaduct R8 (Stasegem)